# Jirapa Municipal District
Koordinaten: 10° 32′ N, 2° 42′ W
Der Jirapa Municipal im Nordwesten Ghanas ist einer von elf Distrikten der Upper West Region. Der Distrikt entstand als 2008 der ehemalige Jirapa/Lambussie District aufgeteilt wurde. Namensgebend für den Distrikt war das Traditionelle Jirapa-Gebiet oder "Paramountcy" hier, also ein Gebiet traditioneller Herrscher, die auch heute noch bedeutenden Einfluss haben.
Der Vegetationstyp ist Grassavanne. Die Regenzeit ist zwischen April und Oktober.
Die Nationalstraße 13 führt auf der Strecke von Lawra nach Navrongo in West-Ost-Richtung durch den Distrikt, in Hian mündet die von Süden kommende Nationalstraße 18 in die N13.

## Ethnische Struktur der Bevölkerung
Die Bewohner des Distriktes gehörten ganz überwiegend verschiedenen Gursprachigen Völkern Nordghanas, insbesondere den Dagaaba und Sissala an.

## Bedeutendere Ortschaften
- Jirapa
- Ullo
- Hian